# カネシカ
株式会社 カネシカは、兵庫県三木市工場公園内に本社を置く製造販売メーカー。

## 概要
1953年創業。主力製品は、各種機械刃物（草刈用・木工用・鉄工用・電動用等丸鋸、チップソー並びに各種チップソー基板、ダイヤモンドソー基板、スライサー用丸ナイフ）、各種手工具（左官道具一式、内装用道具ヘラ・スクレーパー等）を製造又は販売を行う。

## 所在地
- 兵庫県三木市別所町巴24

## 沿革
- 1953年8月 - 金鹿鏝製作所 設立
- 1956年3月 - 金鹿鏝工業株式会社 設立
- 1964年10月 - シンゲン工業株式会社 設立
- 2001年5月 - 金鹿鏝工業株式会社から金鹿工業株式会社へ社名変更
- 2005年10月 - 機械刃物の総合メーカーシンゲン工業株式会社と合併、工場を移転[1]。

「金鹿鏝製作所」創業の場である三木市芝町の地に記念の碑を設置。